# Carlisle Indian Industrial School
La Carlisle Indian Industrial School (1879 - 1918) fue una escuela para la "americanización" de los indios nativos norteamericanos ubicada en Carlisle, Pennsylvania.  Fundada en 1879 por el Capitán Richard Henry Pratt, esta escuela fue la primera ubicada afuera de las reservas indias, convirtiéndose en un "modelo" para otras escuelas.  Fue un intento para Asimilación forzada a niños nativos norteamericanos de 140 tribus en la cultura mayoritaria de los Estados Unidos.  Esta escuela tuvo un equipo de fútbol americano, liderado por el atleta Jim Thorpe, compitiendo en contra de otras escuelas a principios del siglo XX.
Después de que fuera clausurada en 1918, el Ejército de los Estados Unidos tomó las barracas de Carlisle para usarlas como hospital para tratar a soldados heridos en la Primera Guerra Mundial. Tiempo después ahí fue establecido el Colegio de Guerra.
En 1961 el complejo fue designado como un Sitio Histórico Nacional de los Estados Unidos. En 2000 fue sede de una conmemoración histórica en honor de los estudiantes nativos norteamericanos.

## Reclutamiento de estudiantes

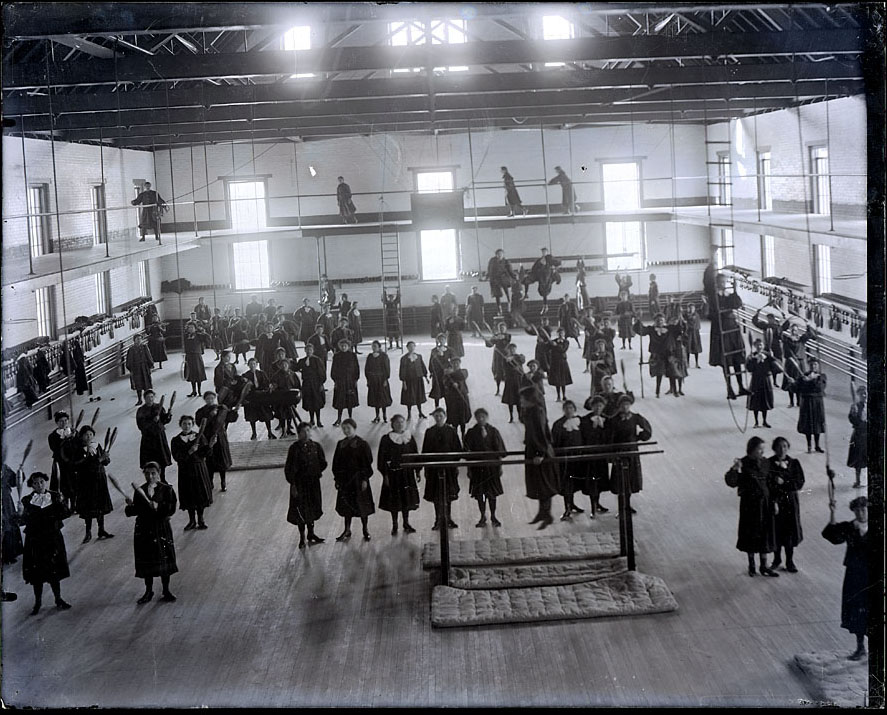
Jóvenes amerindios en sus uniformes alrededor de 1880.

El Capitán Pratt logró persuadir a varios ancianos y jefes tribales que la razón de que los washichu (palabra Lakota para hombre blanco) podían despojarlos de sus tierras porque ellos no estaban educados.  Creía que los nativos tenían desventajas al no hablar ni escribir el idioma de los hombres blancos, y que si tuvieran esos conocimientos serían capaces de defenderse a sí mismos.  Muchos de los primeros niños en Carlisle llegaron ahí porque fueron enviados voluntariamente por las familias tribales. Algunos de los descendientes de Cola Manchada y Nube Roja estuvieron entre los primeros en llegar a Carlisle.
Al paso de las décadas, el enrolamiento de Carlisle se incrementó hasta llegar a 1000 estudiantes al año.  Los estudiantes de más antigüedad participaban ayudando a construir aulas y dormitorios nuevos.
Comenzó a haber muchas presiones para que las familias indias enviaran a sus niños a escuelas de este tipo a todo lo largo de los Estados Unidos. Muchas familias escondían a sus niños para evitarlo. La nación Hopi entregó a varios grupos de hombres para ser enviados a prisiones como Alcatraz en lugar de enviar a sus niños a estas escuelas.

## Educación

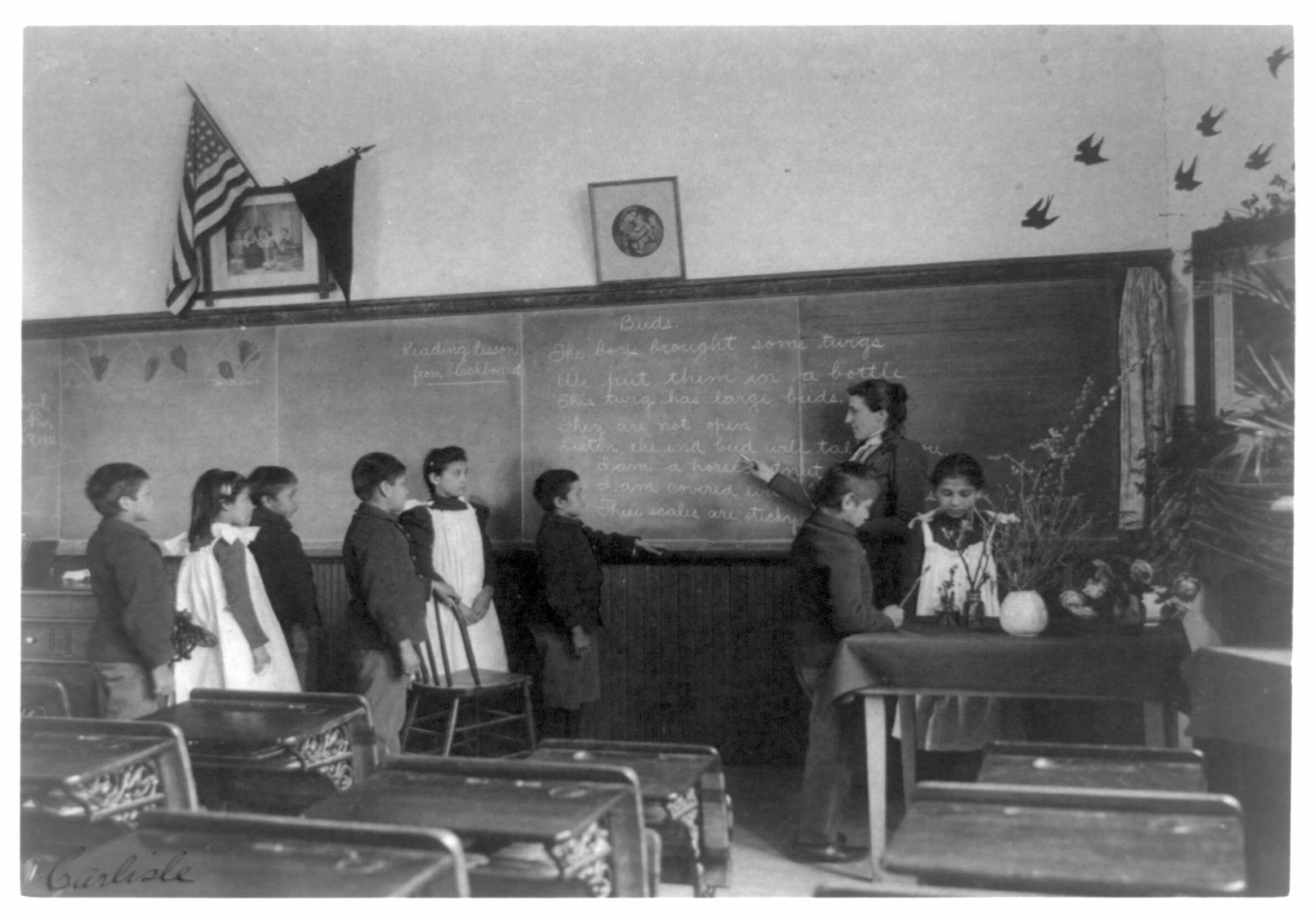
Estudiantes indios de clases elementales en 1901.

Las clases incluían materias como inglés, matemáticas, historia, dibujo y composición. Producían varios periódicos semanales y mensuales junto con otros tipos de publicaciones que eran consideradas como parte de su "entrenamiento industrial", o como una preparación para trabajos en las actividades económicas.
La música también era parte del programa de enseñanza, llegando a tener su propia banda. A los estudiantes también se les enseñaba la fe cristiana y se esperaba que asistieran a la iglesia. Mucho tiempo después estos métodos de enseñanza fueron desaprobados en todo el territorio estadounidense.

## Abusos
Durante todo el tiempo de operación de esta escuela, centenares de estudiantes murieron ahí. Más de 175 de ellos fueron sepultados en el cementerio. La mayor parte e los cuerpos de los niños fallecidos eran enviados a sus familias. Aquellos que murieron por tuberculosis fueron sepultados en la escuela, por la preocupación de un posible contagio. El clima nuevo, la ansiedad de la separación familiar y la falta de inmunidad a ciertas enfermedades se cobraron su cuota de muertos. Otros murieron tratando de huir de la escuela. Otros sufrieron de abusos físicos, emocionales y sexuales o de mala nutrición. Las palizas eran un castigo común por hablar en sus idiomas nativos, por no entender inglés, por intentar escapar y por violar las duras reglas militares impuestas en Carlisle. Otras formas de castigo incluían labores forzadas y el confinamiento en solitario. Según el Dr. Eulynda J. Toledo, a los niños en Carlisle se les lavaba la boca con jabón de lejía por hablar en sus idiomas tribales.
Los niños que llegaban a Carlisle y que eran capaces de hablar un poco de inglés eran presentados como "traductores."  Las autoridades de la escuela también usaban el respeto tradicional de los niños hacia sus mayores para convertirlos en informantes.
Los niños eran obligados a adoptar nombres nuevos en inglés. Esto era algo confuso para ellos, ya que los nombres que tenían a su disposición carecían de significado para ellos. En sus culturas nativas, la gente tenía una variedad de nombres formales e informales, los cuales reflejaban sus relaciones y experiencias en la vida.
Hubo argumentos a finales del siglo XX con críticas como la siguiente: "Los niños y niñas en Carlisle eran entrenados para servir como "carne de cañón" para las guerras norteamericanas, para servir como empleados domésticos y para que abandonararan todas las creencias que se les había inculcado en sus tribus, incluyendo la creencia de que no tenían derecho a poseer tierras, vida, libertad y dignidad..."

## Resultados
Carlisle fue un modelo para la fundación de otras 26 escuelas en los Estados Unidos por parte del gobierno federal en 1902.  La idea de que estos niños necesitaban asimilarse a la cultura estadounidense para sobrevivir ha cambiado de manera drástica.
Pratt experimentó varios conflictos con oficiales del gobierno por ese tipo de ideas. En 1904 fue forzado a retirarse como el superintendente de la escuela.
Para cuando terminó el “noble experimento” en Carlisle, casi 12.000 niños de 140 tribus a todo lo largo de Estados Unidos habían asistido a esta escuela. Menos del 8% de ellos se graduaron, mientras que el 16% huyó.